# Slag bij Grevelingen (1558)

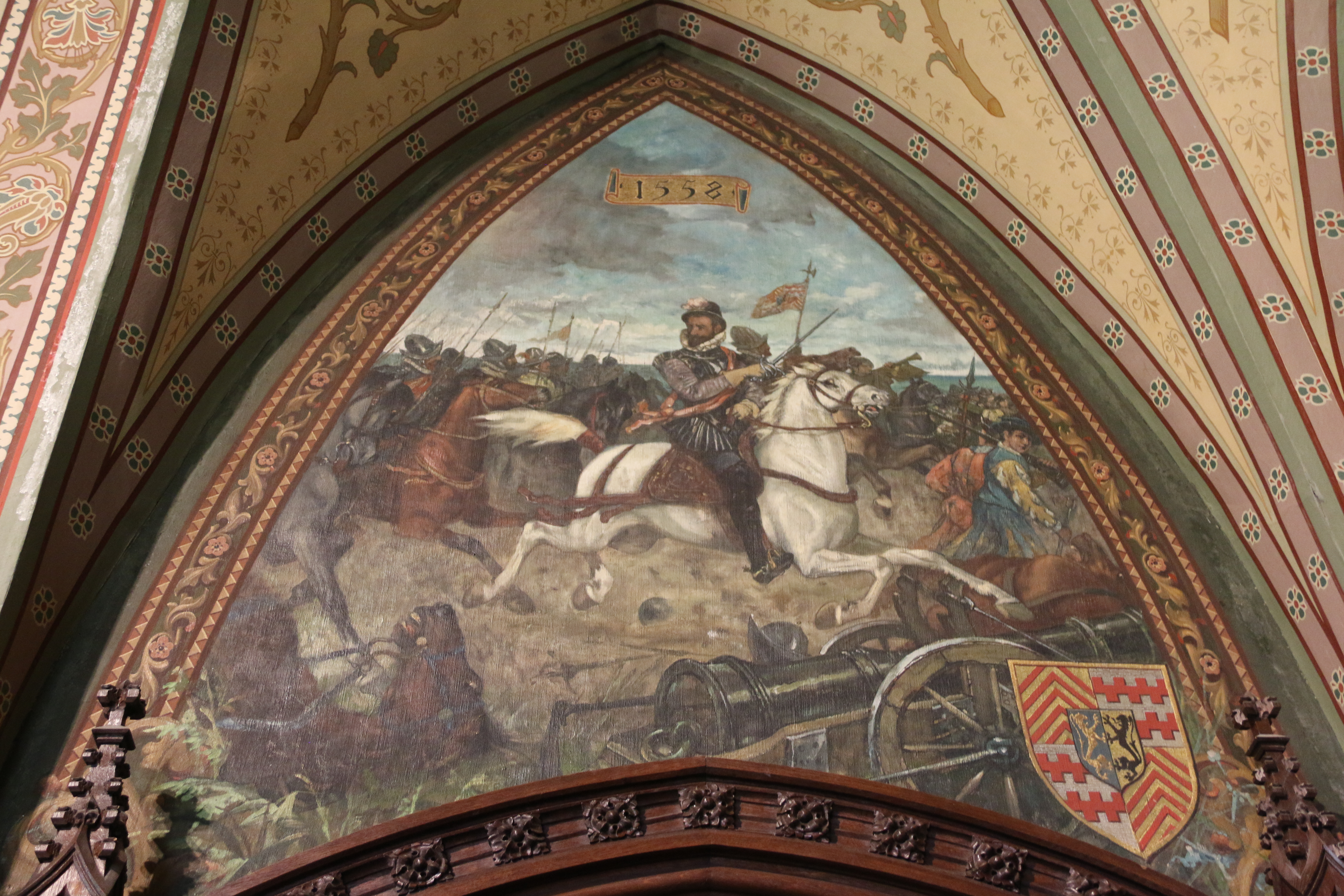
Lamoraal van Egmont in Grevelingen, Ridderzaal kasteel van Gaasbeek

De Slag bij Grevelingen vond plaats op 13 juli 1558 aan de Opaalkust bij Grevelingen in het graafschap Vlaanderen, het huidige Frans-Vlaanderen. Deze slag was onderdeel van de Italiaanse Oorlog tussen  het Duits-Spaanse vorstenhuis Habsburg en het Franse koningshuis Valois.
De Habsburgs-Nederlandse strijdkrachten onder leiding van Lamoraal van Egmont, stadhouder van Vlaanderen en Artesië versloegen een Frans leger onder maarschalk Paul des Thermes. De Franse troepen, verrast door een snelle opmars van de vijand, kwamen klem te zitten tussen de zee op hun linkerflank, de rivier de Aa achter hen en de eigen bevoorradingsstoet aan hun rechterkant. Ze werden gedwongen een brede, ondiepe formatie in te nemen op de noordoost-oever van de Aa en leden zeer zware verliezen. Doordat Grevelingen bij het Nauw van Calais ligt, kon de Engelse vloot artilleriesteun geven aan de Habsburgse troepen.
Lamoraal van Egmont staat in de Ridderzaal van het kasteel van Gaasbeek afgebeeld als overwinnaar van de veldslag.